# Павел Шульц
Павел Шульц (чеськ. Pavel Šulc, нар. 29 грудня 2000, Карлові Вари) — чеський футболіст, півзахисник клубу «Вікторія» (Пльзень) та збірної Чехії. Відомий за виступами в складі низки чеських клубів.

## Клубна кар'єра
Павел Шульц народився 2000 року в місті Карлові Вари, та є вихованцем футбольної школи клубу «Вікторія» (Пльзень). З 2017 року залучався до ігор за юнацьку команду клубу, пізніше за головну команду клубу, проте до основного складу потрапляв рідко, і в 2019 році його віддали в оренду до команди «Височина», в якій він зіграв 14 матчів за півроку.
У другій половині 2019 року Павел Шульц пішов у оренду в команду «Опава», в якій за півроку зіграв 15 матчів.
На початку 2020 року Шульц грав у оренді в клубі «Динамо» з Чеськихі Будейовиць.
У другій половині 2020 року футболіст повернувся до клубу «Вікторія» (Пльзень), де грав до середини 2022 року. Цього разу більшість часу, проведеного у складі «Вікторії», Шульц був основним гравцем команди.
У 2022 році керівництво клубу вирішило вчергове віддати Павела Шульца в оренду, цього разу до клубу «Яблонець» приєднався 2022 року. Станом на 3 липня 2023 року відіграв за команду з Яблонця-над-Нісою 32 матчі в національному чемпіонаті. На початку сезону 2023—2024 років Шульц повернувся до складу «Вікторії».

## Виступи за збірні
Павел Шульц у 2017 році дебютував у складі юнацької збірної Чехії віком до 18 років, загалом на юнацькому рівні взяв участь у 13 іграх, відзначившись 4 забитими голами.
Протягом 2019—2023 років Шульц залучався до складу молодіжної збірної Чехії. На молодіжному рівні зіграв у 19 офіційних матчах, забив 2 голи. У складі молодіжної збірної брав участь у молодіжному чемпіонаті Європи 2021 року і молодіжному чемпіонаті Європи 2023 року, на яких чеська молодіжка не зуміла вийти з групи.